# Oblats des saints Ambroise et Charles
Les oblats des saints Ambroise et Charles (Congregatio Oblatorum Sanctorum Ambrosii et Caroli) forment une association de prêtres séculiers et de laïcs de l'archidiocèse de Milan. Ses membres font suivre leur nom du sigle O.SS.C.A.

## Historique

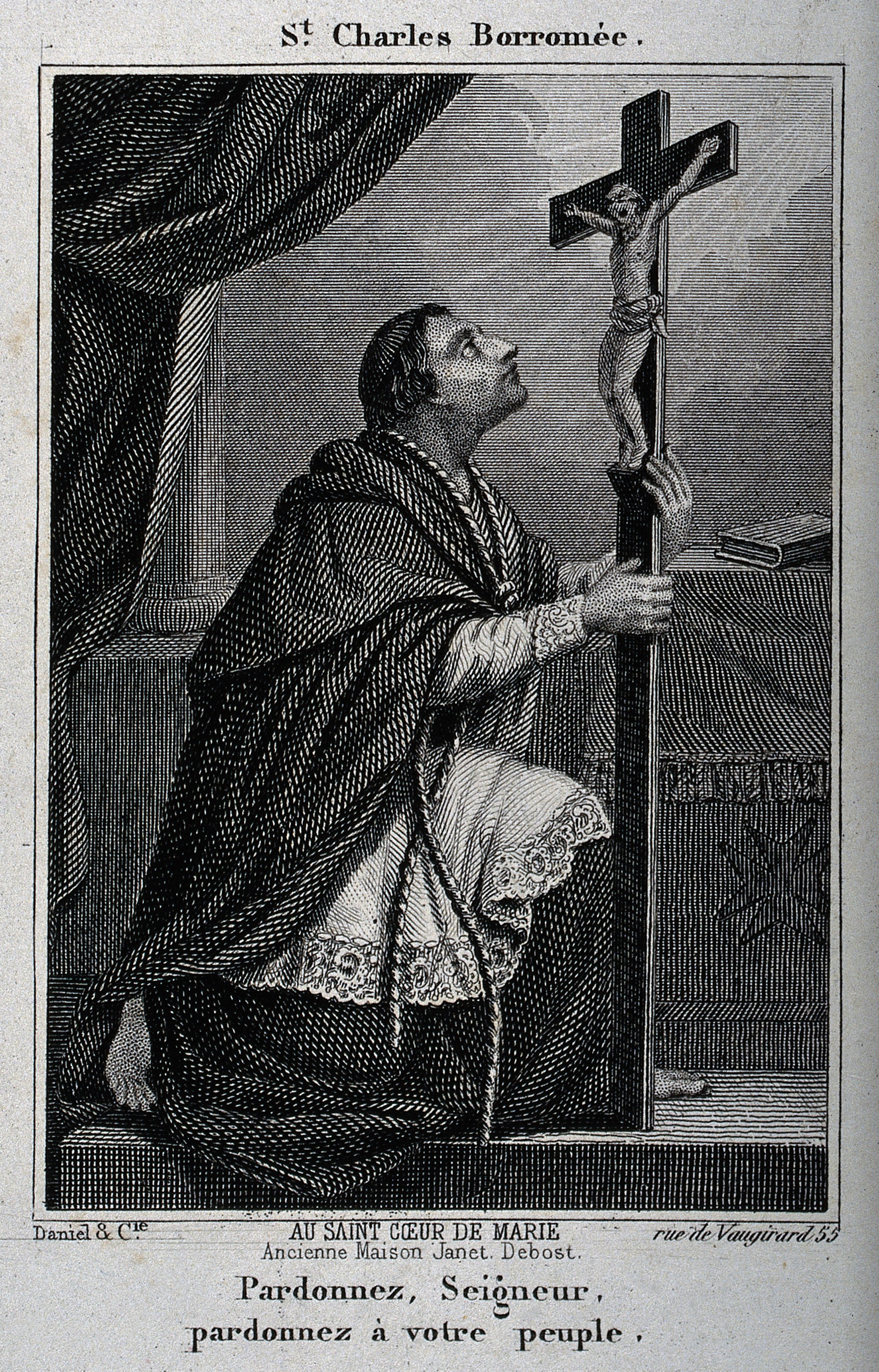
Charles Borromée, fondateur de la congrégation.

L'archevêque de Milan saint Charles Borromée établit une congrégation de prêtres diocésains, et leur donne d'abord en 1578 le nom d'« oblats de saint Ambroise », en référence à saint Ambroise, patron de Milan. Par la suite, est ajouté et parfois substitué le nom de leur fondateur, saint Charles Borromée, d'où les appellations diverses « oblats de saint Ambroise », « oblats de saint Ambroise et saint Charles » et « oblats de saint Charles ».
Ils sont supprimés par Napoléon en 1810 et restaurés en 1854 par le cardinal Romilli.

## Organisation
La congrégation est organisée actuellement en quatre groupes:
- Les oblats missionnaires de Rho, fondés en 1714 par Giorgio Maria Martinelli, dédiés spécifiquement à la prédication des retraites, aux exercices spirituels et aux missions populaires. On compte parmi ses membres les plus célèbres Angelo Ramazzotti et Eugenio Tosi, ainsi que l'archevêque Ernesto Maria Piovella (it).
- Les oblats vicaires, fondés en 1875 pour assumer la suppléance des paroisses vacantes et depuis 1908, diriger les sanctuaires diocésains.
- Les oblats diocésains (le groupe le plus nombreux) qui ont pour tâche d'administrer des paroisses ou d'enseigner. Le cardinal Schuster leur donne à partir de 1931 la direction des séminaires ou collèges diocésains. Ils sont réformés par Mgr Montini en 1956.
- Les oblats laïcs, fondés en 1932 par Mgr Schuster, qui font vœux temporaires de chasteté et d'obéissance et se dédient à des tâches administratives, de soins ou techniques dans les séminaires ou les instituts diocésains. Depuis le concile Vatican II, ils collaborent étroitement à des œuvres missionnaires milanaises. Leur siège est à Seveso.